# 埃利斯 (肯塔基州)
埃利斯（英語：Elys）是位於美國肯塔基州諾克斯縣的一個鬼鎮。

## 地理
埃利斯所處的海拔為高於海平面304米（即997英呎），而該地所採用的時區為UTC-5，即北美东部時區（EST）。同時該地設有夏令時間，為UTC-5調快一小時，即UTC-4（EDT）。